# Phare de Sauzon
Le phare de Sauzon est situé sur la commune de  Sauzon à Belle-Île-en-Mer une commune française, située dans le département du Morbihan et la région Bretagne.

## Historique
L'activité principale de Sauzon a longtemps été la pêche : le port accueille les premières conserveries de poissons à partir de 1843. Aujourd’hui, son activité de port de plaisance se développe.
Le feu de la jetée ouest du port de Sauzon est situé sur l'extrémité du môle occidental de l'entrée du port, et à 1,5 mille dans le sud-est de la pointe des Poulains.
Le phare est mis en service le 15 août 1859, il s'agit au départ d'un feu fixe rouge sur une tourelle cylindrique en maçonnerie de 8,35 m de hauteur, construite par Antoine Robo, entrepreneur à Napoléonville Pontivy.
Le 20 mars 1905 il est remplacé par un feu fixe blanc ; actuellement, il s'agit d'un feu scintillant vert dont la portée est de 5 milles.
Beaucoup plus récents, les feux rouges et vert de l'entrée du port ont une hauteur de 5 mètres et une portée de 8 milles.